# Mowsar Jewłojew
Mowsar Magomiedowicz Jewłojew (ur. 11 lutego 1994 w Sunży) – rosyjski zawodnik mieszanych sztuk walki (MMA). W latach 2017-2018 mistrz M-1 Global w wadze koguciej. Od 2019 roku związany z największą organizacją MMA na świecie - UFC.

## Wczesne życie
Jewłojew na studiach uzyskał dyplom z programowania i prawa. Należy do ludu Inguszów. Przed przejściem na zawodowstwo w mieszanych sztukach walki, w 2014 roku zdobył stopień mistrza sportu w zapasach grecko-rzymskich.

## Kariera MMA

### Wczesna kariera
Od początku swojej kariery walczył w rosyjskiej organizacji M-1 Global.
22 kwietnia 2017 zmierzył się z Aleksiejem Nevzorowem o tymczasowe mistrzostwo wagi koguciej. Znokautował swojego rodaka wysokim kopnięciem w drugiej rundzie i zdobył tytuł.
Trzy miesiące później zdobył pełnoprawny tytuł mistrza wagi koguciej, pokonując Pawła Witruka jednogłośną decyzją sędziów.
Swoją pierwszą obronę tytułu odbył w lutym 2018 roku przeciwko Siergiejowi Morozowowi. W trzeciej rundzie poddał go duszeniem zza pleców, tym samym obronił mistrzowski pas.
W swojej kolejnej obronie tytułu zmierzył się z Rafaelem Diasem w dniu 21 lipca 2018 roku. Znokautował Brazylijczyka w ostatniej, piątej rundzie
W kwietniu opuścił mistrzostwo i podpisał kontrakt z UFC.

### UFC
20 kwietnia 2019 w Petersburgu zadebiutował w amerykańskiej organizacji na gali UFC Fight Night: Overeem vs. Oleinik przeciwko Koreańczykowi Seung Woo Choi. Zwyciężył jednogłośną decyzją sędziów
26 października 2019 na gali UFC Fight Night: Maia vs. Askren w Singapurze odniósł swoje drugie zwycięstwo, pokonując jednogłośną decyzją (29–28, 29–28, 30–27) Peruwiańczyka, Enrique Barzolę.
25 lipca następnego roku na UFC on ESPN: Whittaker vs. Till w Abu Zabi zwyciężył jednogłośnie nad Anglikiem, Mikiem Grundym.
23 stycznia 2021 roku w tym samym miejscu pokonał doświadczonego Nika Lentza niejednogłośną decyzją sędziów (28–29, 29–28, 29–28).
12 czerwca tego samego roku na UFC 263 w Glendale zmierzył się z Hakeemem Dawodu. Jewłojew zdominował zapaśniczo i parterowo Kanadyjczyka, dzięki czemu zwyciężył jednogłośnie na kartach punktowych.
Niecały rok później w tzw. Co-Main Evencie (drugiej walce wieczoru) gali UFC Fight Night: Volkov vs. Rozenstruik zmierzył się z Danem Ige. Jewłojew w absolutnie dominującym stylu zwyciężył jednogłośną decyzją sędziów.
6 maja 2023 roku na gali UFC 288 miał spotkać się z Brycem Mitchellem, jednak ten wycofał się ze względu na kontuzję. W krótkim czasie na jego miejsce wszedł Brazylijczyk, Diego Lopes. Jewłojew odniósł siódme zwycięstwo w organizacji, pokonując swojego przeciwnika decyzją sędziowską (29–28, 29–28, 30–27). Pojedynek nagrodzono bonusem za walkę wieczoru. 
20 stycznia 2024 na UFC 297 w stolicy Kanady zmierzył się z Arnoldem Allenem. Ponownie zwyciężył jednogłośną decyzją.
Oczekiwano, że 5 października 2024 na UFC 307 zmierzy się z byłym mistrzem UFC w wadze koguciej, Aljamainem Sterlingiem, jednak Amerykanin wycofał się z walki z powodu kontuzji odniesionej podczas sparingu. Ostatecznie walkę przełożono na przypadającą 7 grudnia galę UFC 310.  Jewłojew przedłużył fenomenalną serię wygranych, pokonując Sterlinga jednogłośną decyzją sędziów. 
Według doniesień Jewłojew miał zmierzyć się z Aaronem Pico 17 maja 2025 na gali UFC Fight Night: Burns vs. Morales. Pico ujawnił w wywiadzie, że był blisko podpisania kontraktu na walkę z Jewłojewem w tym terminie, jednak ostatecznie do tego nie doszło. Jakiś czas później starcie zostało dopięte na galę UFC Fight Night: Whittaker vs. de Ridder, która odbędzie się 26 lipca 2025 w Abu Zabi.  

## Osiągnięcia

### Mieszane sztuki walki
- M-1 Global
  - 2017: Tymczasowy mistrz M-1 Global w wadze koguciej
  - 2017-2018: Mistrz M-1 Global w wadze koguciej

- Ultimate Fighting Championship
  - Bonus za walkę wieczoru (jeden raz) vs. Diego Lopes (2023)[27]

## Lista zawodowych walk w MMA
| Wynik   | Bilans | Przeciwnik (bilans przed walką) | Rozstrzygnięcie                 | Runda | Czas | Rozgrywki                               | Data       | Miejsce    | Uwagi                                                          |
| ------- | ------ | ------------------------------- | ------------------------------- | ----- | ---- | --------------------------------------- | ---------- | ---------- | -------------------------------------------------------------- |
| Wygrana | 19-0   | Aljamain Sterling (24-4)        | Decyzja (jednogłośna)           | 3     | 5:00 | UFC 310                                 | 07.12.2024 | Las Vegas  |                                                                |
| Wygrana | 18-0   | Arnold Allen (19-2)             | Decyzja (jednogłośna)           | 3     | 5:00 | UFC 297                                 | 20.01.2024 | Toronto    |                                                                |
| Wygrana | 17-0   | Diego Lopes (21-5)              | Decyzja (jednogłośna)           | 3     | 5:00 | UFC 288                                 | 06.05.2023 | Newark     | Bonus za walkę wieczoru.                                       |
| Wygrana | 16-0   | Dan Ige (15-5)                  | Decyzja (jednogłośna)           | 3     | 5:00 | UFC Fight Night: Volkov vs. Rozenstruik | 04.06.2022 | Las Vegas  |                                                                |
| Wygrana | 15-0   | Hakeem Dawodu (12-1-1)          | Decyzja (jednogłośna)           | 3     | 5:00 | UFC 263                                 | 12.06.2021 | Glendale   |                                                                |
| Wygrana | 14-0   | Nik Lentz (30-11-2)             | Decyzja (niejednogłośna)        | 3     | 5:00 | UFC 257                                 | 24.01.2021 | Abu Zabi   | Limit umowny -68 kg.                                           |
| Wygrana | 13-0   | Mike Grundy (12-1)              | Decyzja (jednogłośna)           | 3     | 5:00 | UFC on ESPN: Whittaker vs. Till         | 26.07.2020 | Abu Zabi   |                                                                |
| Wygrana | 12-0   | Enrique Barzola (16-4-1)        | Decyzja (jednogłośna)           | 3     | 5:00 | UFC Fight Night: Maia vs. Askren        | 26.10.2019 | Kallang    |                                                                |
| Wygrana | 11-0   | Seung Woo Choi (7-1)            | Decyzja (jednogłośna)           | 3     | 5:00 | UFC on ESPN+ 7: Olejnik vs. Overeem     | 20.04.2019 | Petersburg | Debiut w UFC. Powrót do wagi piórkowej.                        |
| Wygrana | 10-0   | Rafael Dias (15-5)              | KO (ciosy pięściami)            | 5     | 0:21 | M-1 Challenge 95                        | 21.07.2018 | Nazrań     | Obronił pas mistrzowski M-1 Global w wadze koguciej.           |
| Wygrana | 9-0    | Siergiej Morozow (11-2)         | Poddanie (duszenie zza pleców)  | 3     | 3:47 | M-1 Challenge 88                        | 22.02.2018 | Moskwa     | Obronił pas mistrzowski M-1 Global w wadze koguciej.           |
| Wygrana | 8-0    | Paweł Witruk (11-2)             | Decyzja (jednogłośna)           | 5     | 5:00 | M-1 Challenge 81                        | 22.07.2017 | Nazrań     | Zdobył pas mistrzowski M-1 Global w wadze koguciej.            |
| Wygrana | 7-0    | Alexei Nevzorov (12-2)          | KO (wysokie kopnięcie na głowę) | 2     | 2:15 | M-1 Challenge 76                        | 22.04.2017 | Nalczyk    | Zdobył tymczasowy pas mistrzowski M-1 Global w wadze koguciej. |
| Wygrana | 6-0    | Lee Morrison (14-7)             | Decyzja (jednogłośna)           | 3     | 5:00 | M-1 Challenge 73                        | 09.12.2016 | Nazrań     |                                                                |
| Wygrana | 5-0    | Aleksander Krupenkin (1-3)      | TKO (ciosy pięściami)           | 1     | 4:09 | M-1 Challenge 66                        | 27.05.2016 | Orenburg   |                                                                |
| Wygrana | 4-0    | Dulustan Akimov (2-0)           | Poddanie (duszenie zza pleców)  | 2     | 2:01 | M-1 Global: Battle in Nazran 3          | 07.05.2016 | Nazrań     |                                                                |
| Wygrana | 3-0    | Andrey Syrovatkin (1-0)         | Poddanie (duszenie zza pleców)  | 1     | 1:44 | M-1 Global: Battle in Nazran 1          | 12.12.2015 | Nazrań     | Debiut w wadze piórkowej.                                      |
| Wygrana | 2-0    | Lu Zhenhong (6-2)               | Decyzja (jednogłośna)           | 2     | 5:00 | M-1 Challenge 58                        | 06.06.2015 | Inguszetia | Limit umowny -64 kg.                                           |
| Wygrana | 1-0    | He Jianwei (0-1)                | Poddanie (duszenie zza pleców)  | 2     | 1:45 | M-1 Challenge 53                        | 25.11.2014 | Pekin      |                                                                |